# Down and Out in America
Down and Out in America é um filme-documentário estadunidense de 1986 dirigido e escrito por Lee Grant. Venceu o Oscar de melhor documentário de longa-metragem na edição de 1987.